# Classe Farragut (1934)
Pour les autres classes de navires du même nom, voir classe Farragut.
La classe Farragut est une classe de destroyers de 1 365 tonnes construits par les États-Unis. Conformément aux dispositions du traité naval de Londres de 1935, les navires ont été construits entre 1932 et 1935, pour être admis en service actif en 1934 et 1935, soit une dizaine d'années après ceux de classe Clemson.

## Description
Ces navires étaient légèrement plus longs que leurs prédécesseurs, plus rapides, et disposaient de deux systèmes de propulsion, contre quatre pour toutes les classes antérieures. La classe Farragut a été la première des six classes de destroyers de 1 500 tonnes à être conçue dans les années 1930 pour moderniser l'United States Navy, et les huit navires serviront en première ligne pendant la Seconde Guerre mondiale. 3 ont été perdus pendant la guerre. Tous les navires étaient présents à l'attaque sur Pearl Harbor. Le Worden s'est échoué en Alaska en 1943 et le Hull et le Monaghan ont été perdus lors du Typhon Cobra en décembre 1944. Les 5 navires restants seront vendus pour la ferraille peu de temps après la fin de la guerre.

## Liste des navires de la classe
- USS Farragut (DD-348)
- USS Dewey (DD-349)
- USS Hull (DD-350)
- USS Macdonough (DD-351)
- USS Worden (DD-352)
- USS Dale (DD-353)
- USS Monaghan (DD-354)
- USS Aylwin (DD-355)